# Station Skwierzyna Gaj
Station Skwierzyna Gaj was een spoorwegstation in de Poolse plaats Skwierzyna.